# Língua angika
Angika (अंगिका)  é uma língua Indo-Ariana oriental que é falada por cerca de 744 mil pessoas principalmente na região dos estados indianos de Bihar e Jharkhand. Além da Índia, também é falado em algumas partes da região Terai do Nepal. Pertence à família de Línguas indo-arianas orientais. Está intimamente relacionado a línguas como  Bengali,  assamês,  oriá,  maithili e  magaí .
Angika não está listada no 8º Anexo da Constituição da Índia] No entanto, movimentos de falantes da língua defenderam sua inclusão, e um pedido submetido está atualmente pendente com o governo. Angika usa a escrita Devanagari; embora as escritas Anga Lipi e  Caiti tenham sido usadas historicamente.[carece de fontes?]

## Geografia
Angika é falado principalmente na área de Anga, que inclui os distritos de Munger, Bhagalpur e Banka de Bihar e a divisão de Santhal Pargana de Jharkhand.  Seus falantes somam cerca de 15 milhões de pessoas.
Além da área Anga, também é falado em algumas partes do distrito Purnia de Bihar. No entanto, em Purnia, é uma língua minoritária, pois Purnia tem uma maioria Maithil.
Além dos estados de Bihar e Jharkhand na Índia, também é falado no distrito de Morang do Terai nepalês como língua minoritária. 1,9% da população de Morang retornou o Angika como sua língua materna conforme o censo do Nepal de 2011.

## Relação com Maitili
Angika foi classificada como um dialeto da  Maitili por George A. Grierson na sua Pesquisa lingüística da Índia (1903). No entanto, os falantes de angika agora afirmam seu status como uma língua independente. Quando os proponentes da língua Maitili em Bihar exigiram o uso de Maitili  como meio de instrução educação primária no início do século XX, os falantes de Angika não os apoiavam e, em vez disso, favoreciam o Hindi.  Nas décadas de 1960 e 1970, quando os falantes de Maitili exigiam um estado separado de Mithila, os falantes de Angika e Bajjika se opuseram demandas de reconhecimento de suas línguas. 
Os proponentes do maitili acreditam que o governo de Bihar e o pró-hindi Bihar Rashtrabhasha Parishad promoveram o angika e o bajjika como línguas distintas para enfraquecer o movimento da língua maitili; muitos deles ainda consideram Angika um dialeto do Maitili.  Pessoas das castas principalmente dos Maithil Brahmin e Karan Kayastha apoiaram o Movimento Maitili, enquanto pessoas de várias outras castas na região de Mhitila projetaram Angika e Bajjika como suas línguas maternas, tentando romper com a identidade regional baseada em Maitili. 

## Oficial
Angika não está listada no 8º Anexo da Constituição da Índia como língua oficial. No entanto, movimentos de língua angika defenderam sua inclusão, e um submetido está atualmente pendente com o governo.
Angika tem o status de "segunda língua estadual" no estado indiano de Jharkhand desde 2018. Compartilha esse status com 15 outras línguas, incluindo o maitili.

## Gramática
Angika apresenta contraste de animacidade.

## Amostra de texto
Mateus 1:1-3
1.	यीशु मसीह के वंशावली ई तरह सॅ छै। हुनी राजा दाऊद के वंश के छेलै, आरु दाऊद अब्राहम के वंश के छेलै।
2.	अब्राहम इसहाक के पिता छेलै। इसहाक सॅ याकूब के, आरु याकूब सॅ यहूदा आरु ओकरो भाय सिनी के जनम होलै।
3.	यहूदा सॅ पेरस आरु जेरह के जनम होलै, जेकरा सिनी के माय के नाम तामार छेलै। पेरस सॅ हेस्रोन के आरु हेस्रोन सॅ अराम के जनम होलै।

Transliteração
1.	Yīśu masīha ke vaṁśāvalī ī tarah sæ chai. hunī rājā dāūd ke vaṁś ke chelai, āru dāūd abrāham ke vaṁś ke chelai.
2.	abrāham ishāk ke pitā chelai. ishāk sæ yākūb ke, āru yākūb sæ yahūdā āru okro bhāy sinī ke janam holai.
3.	yahūdā sæ peras āru jerah ke janam helai, jekrā sinī ke māy ke nām tāmār chelai. peras sæ hesron ke āru hesron sæ arām janam holai.
Português

1.	1. O livro da geração de Jesus Cristo, filho de Davi, filho de Abraão.
2.	2. Abraão gerou Isaque; e Isaac gerou Jacó; e Jacó gerou Judas e seus irmãos;
3.	3. E Judas gerou Phares e Zara de Tamar; e Phares gerou Esrom; e Esrom gerou Aram;